# Cambra de Diputats de Ruanda
La Cambra de Diputats de Ruanda (kinyarwanda: Umutwe w'Abadepite; francès: Chambre des Députés) és la cambra baixa del Parlament de Ruanda, que és bicambral. La seva seu es troba a Kigali, capital de Ruanda. Fou creada arran la nova constitució adoptada mitjançant referèndum de 2003.

## Història
Després que el període de transició (1994-2003) que succeeix a l'genocidi, tant la Cambra de Diputats, com el Senat, s'estableixen en la Constitució de 4 de juny de 2003. Les disposicions relatives a la mateixa són de la subsecció 2, "De la Cambra de Diputats" del text (articles 76 a 81).
La seva primera legislatura començà el 2003, la segona el 2008.

## Composició
La Cambra de diputats té 80 membres.
- 53 són escollits per sufragi directe proporcional
- 27 són elegits per sufragi indirecte dels quals:
  - 24 dones elegides per col·legis electorals provincials i la ciutat de Kigali
  - 2 membres elegits pel Consell Nacional de la Joventut
  - 1 membre elegit per la Federació d'Associacions amb Discapacitat

Actualment (2010), hi ha 45 dones (el 56,25%), a causa de la combinació d'electes directes i indirectes.

## Presidència
L'article 58 de la Constitució de 2003 estableix que el President de la República i el president de la Cambra de Diputats provinguin de diferents partits polítics.
El primer president, del 2003 al 2008, va ser Alfred Mukezamfura, president de Partit Demòcrata Centrista (PDC). En 2009 va ser condemnat a cadena perpètua després de ser declarat culpable d'haver participat en el genocidi de 1994.
Del 6 d'octubre de 2008 al 3 d'octubre de 2013 la president de la Cambra de Diputats fou Rose Mukantabana, Doctora en Dret i activista dels drets humans. No està afiliada a cap partit.
Des del 3 d'octubre de 2013 la presidenta de la Cambra de Diputats és Donatille Mukabalisa, membre del Partit Liberal.
| Nom                  | Inici del mandat     | deixa el cparrec    |
| -------------------- | -------------------- | ------------------- |
| Alfred Mukezamfura   | 10 d'octubre de 2003 | 6 d'octubre de 2008 |
| Rose Mukantabana     | 6 d'octubre de 2008  | 3 d'octubre de 2013 |
| Donatille Mukabalisa | 3 d'octubre de 2013  | Present             |

## Durada de la legislatura
Els membres són elegits per cinc anys. L'última renovació data de setembre de 2013. La següent serà el 2018.